# Udo Quellmalz
Udo Quellmalz (Leipzig, 8 maart 1967) is een voormalig judoka uit Duitsland, die zijn vaderland driemaal op rij vertegenwoordigde bij de Olympische Spelen: in 1988 (Seoel) namens de DDR. Vanaf 1990 kwam Quellmalz uit voor het verenigde Duitsland.
In 1992 (Barcelona) won hij de bronzen medaille in de klasse tot 65 kilogram, vier jaar later in 1996 (Atlanta) gevolgd door het goud in dezelfde gewichtsklasse. Quellmalz, zesvoudig Duits nationaal kampioen in zijn gewichtsdivisie, was na zijn actieve loopbaan actief als judocoach.

## Erelijst

### Olympische Spelen
- 2e ronde – 1988 Seoel, Zuid-Korea (– 65 kg)
- – 1992 Barcelona, Spanje (– 65 kg)
- – 1996 Atlanta, Verenigde Staten (– 66 kg)

### Wereldkampioenschappen
- – 1989 Belgrado, Joegoslavië (– 65 kg)
- – 1991 Barcelona, Spanje (– 65 kg)
- – 1993 Hamilton, Canada (– 65 kg)
- – 1995 Chiba, Japan (– 65 kg)

1980: Nikolaj Solodoechin ·
1984: Yoshiyuki Matsuoka ·
1988: Lee Kyung-keun ·
1992: Rogério Sampaio ·
1996: Udo Quellmalz ·
2000: Hüseyin Özkan ·
2004: Masato Uchishiba ·
2008: Masato Uchishiba · 
2012: Lasja Sjavdatoeasjvili · 
2016: Fabio Basile · 
2020: Hifumi Abe · 
2024: Hifumi Abe
- Library of Congress Control Number: no2016135691
- Virtual International Authority File: 96147663148060552758
- WorldCat: E39PBJqFTqrFMcbHr7DRMXQDv3